# Sándor József (matematikus)
Sándor József (Farcád, 1956. november 19. –) erdélyi magyar matematikus, egyetemi oktató.

## Életpályája
A kolozsvári tudományegyetem matematika szakán végzett 1980-ban. 1980–1983 között Nagyszebenben, 1983–1997 között Székelyudvarhelyen matematikatanár. 1997-től a kolozsvári Babeș–Bolyai Tudományegyetem adjunktusa, majd 1999-től docense.
1999-ben megszerezte a doktori címet matematikából Kolumbán József irányításával. Különböző hazai és külföldi szakmai társulatok tagja. 1983-tól tagja a Román Matematikai Társulatnak, 1991-től a Bolyai János Matematikai Társulatnak, 1992-től az American Mathematical Societynek, 1998-tól az European Mathematical Societynek és az ausztráliai Research Group in Mathematical Inequalitiesnek, 1999-től a Radó Ferenc Matematikai Társulatnak, az MTA Kolozsvári Akadémiai Bizottságának

## Munkássága
Kutatási területei: matematikai analízis, számelmélet, geometria, Bolyai-kutatás.
12 könyvet publikált, ezek között többet híres külföldi kiadóknál. Tudományos dolgozatainak, hosszabb-rövidebb cikkeinek száma meghaladja az ezret. Az egyik legtermékenyebb magyar matematikus.

### Könyvei
- Geometriai egyenlőtlenségek, Dacia Könyvkiadó, Kolozsvár, 1988.
- Handbook of Number Theory (társszerzők: D.S. Mitrinovic and B. Crstici), Kluwer Acad. Publ., Dordrecht, The Netherlands, 1996.
- Geometric theorems and arithmetic functions, (e-könyv)
- Geometric theorems, Diophantine equations and arithmetic functions, American Research Press, Rehoboth, NM, USA, 2002.
- Handbook of number theory, II, (társszerző: B. Crstici), Springer Verlag, Berlin-Heidelberg-New York, 2004.
- Handbook of number theory, I, (társszerző: D.S. Mitrinovic, B. Crstici), 2nd printing, Springer Verlag, 2005.
- Selected chapters of Geometry, Analysis and Number theory, RGMIA Monographs, Victoria University, 2006. e-könyv[halott link]
- Lectures on Nonlinear analysis and its applications (társszerzők: G. Kassay, J. Kolumbán, S. Kristály, S. Németh, A. Soós and Cs. Varga), Scientia Publ. House, Kolozsvár, Sapientia Books, 22, Natural Sciences, 2003.
- Geometric theorems and arithmetic functions, American Research Press, Rehoboth, NM, 2002 (Kindle Edition, 2007)
- Geometric theorems, diophantine equations and arithmetic functions (second edition), 2008, Kindle ed., Amazon Digital Services.
- Selected Chapters of Geometry, Analysis and Number Theory: Classical Topics in New Perspectives, LAP Lambert Acad. Publ., 2009.
- A Bibliography on gama functions: inequalities and applications e-könyv
- Oláh-Gál Róbert, Sándor József: Szemelvények a Bolyaiak matematikai kézirataiból, Pro-Print Könyvkiadó, Csíkszereda, 2022. ISBN 978-606-556-162-5

### Szakcikkei (válogatás)
- The Schur-Convexity of Stolarsky and Gini Means, BANACH JOURNAL OF MATHEMATICAL ANALYSIS, 1 (2), pp. 212–215, 2007.
- Notes on the Schur-convexity of the extended mean values (társszerző), TAIWANESE JOURNAL OF MATHEMATICS, 9 (3), pp. 411–420, 2005.
- On generalized Euler constants and Schlomilch-Lemonnier type inequalities, JOURNAL OF MATHEMATICAL ANALYSIS AND APPLICATIONS, 328 (2), pp. 1336–1342, 2007.
- On the Ky Fan inequality and related inequalities II. (társszerző), BULLETIN OF THE AUSTRALIAN MATHEMATICAL SOCIETY, 72 (1), pp. 87–107, 2005.
- On a problem of Nicol and Zhang. (társszerző), JOURNAL OF NUMBER THEORY, 128 (4), pp. 1044–1059, 2008.
- On Some Inequalities Involving Trigonometric and Hyperbolic Functions with Emphasis on the Cusa-Huygens, Wilker, and Huygens Inequalities, (társszerző), MATHEMATICAL INEQUALITIES & APPLICATIONS, 13 (4), pp. 715–723, 2010.
- On the Ky Fan inequality and related inequalities I. (társszerző), MATHEMATICAL INEQUALITIES & APPLICATIONS, 5 (1), pp. 49–56, 2002.
- Companion Inequalities For Certain Bivariate Means, (társszerző), APPLICABLE ANALYSIS AND DISCRETE MATHEMATICS, 3 (1), pp. 46–51, 2009.
- A generalization of Bereznai’s theorem, Octogon Math. Mag.11(2003), no.2, 480-482.
- On a Binomial Coefficient and a Product of Prime Numbers, (társszerző), APPLICABLE ANALYSIS AND DISCRETE MATHEMATICS, 5 (1), pp. 87–92, 2011.
- Sándor, József; Bhayo, Barkat Ali, On some inequalities for the identric, logarithmic and related means. J. Math. Inequal. 9 (2015), no. 3, 889–896.
- El Bachraoui, Mohamed; Sándor, József, On a theta product of Jacobi and its applications to q-gamma products. J. Math. Anal. Appl. 472 (2019), no. 1, 814–826.
- Alzer, Horst; Kwong, Man Kam; Sándor, József, Inequalities involving π(x). Rend. Semin. Mat. Univ. Padova 147 (2022), 237–251.

## Elismerései
- Udvarhelyszék tudományáért díj 2016[2]

- A Tudomány Erdélyi Mestere Díj, Kolozsvári Akadémiai Bizottság, 2023[3]